# Porcellio xavieri
Porcellio xavieri är en kräftdjursart som beskrevs av Arcangeli 1958. Porcellio xavieri ingår i släktet Porcellio och familjen Porcellionidae. Inga underarter finns listade i Catalogue of Life.